# Boťany
Boťany (em húngaro: Battyán) é um município da Eslováquia, situado no distrito de Trebišov, na região de Košice. Tem 19,52 km² de área e sua população em 2018 foi estimada em 1.225 habitantes.

## Demografia
| Ano:        | 1994 | 2004    | 2014   | 2024   |
| ----------- | ---- | ------- | ------ | ------ |
| Broj ljudi: | 1082 | 1245    | 1249   | 1219   |
| Razlika:    |      | +15,06% | +0,32% | -2,40% |

| Ano:               | 2023 | 2024   |
| ------------------ | ---- | ------ |
| Número de pessoas: | 1211 | 1219   |
| Diferença:         |      | +0,66% |